# Debrzno (gmina)
La gmina de Debrzno est une commune urbaine-rurale de la voïvodie de Poméranie et du powiat de Człuchów. Elle s'étend sur 224,17 km2 et comptait 9 403 habitants en 2006. Son siège est la ville de Debrzno qui se situe à environ 16 kilomètres au sud-ouest de Człuchów et à 131 kilomètres au sud-ouest de Gdańsk, la capitale régionale.

## Villages
Hormis la ville de Debrzno, la gmina de Debrzno comprend les villages et localités de Boboszewo, Bolesławowo, Buchowo, Buka, Buszkowo, Cierznie, Drozdowo, Główna, Gniewno, Grzymisław, Kamień, Kostrzyca, Miłachowo, Myśligoszcz, Nierybie, Nowe Gronowo, Ostrza, Pędziszewo, Pokrzywy, Poręba, Prusinowo, Przypólsko, Rozdoły, Rozwory, Skowarnki, Słupia, Służewo, Smug, Stanisławka, Stare Gronowo, Strzeczona, Strzeczonka, Strzeszyn, Uniechów et Uniechówek.

## Gminy voisines
La gmina de Debrzno est voisine des gminy de Czarne, Człuchów, Kamień Krajeński, Lipka, Okonek et Sępólno Krajeńskie.

## Jumelage
- Weinbach (Allemagne) depuis le 18 septembre 1992[1]